# Строешти (Јаши)
Строешти (рум. Stroești) насеље је у Румунији у округу Јаши у општини Тодирешти. Oпштина се налази на надморској висини од 360 m.

## Становништво
Према подацима из 2002. године у насељу је живело 486 становника, од којих су сви румунске националности.